# Giorgi Margvelašvili
Giorgi Margvelašvili (gru. გიორგი მარგველაშვილი; Tbilisi, 4. rujna 1969.), gruzijski akademik, filozof i političar, predsjednik Gruzije od 2013. godine. Prije no što se počeo baviti politikom, bio je poznat kao politički komentator. Žestoko je kritizirao vladu Miheila Saakašvilija. Nakon pobjede koalicije Gruzijski san pod vodstvom Bidzina Ivanišvilija 2012., imenovan je ministrom obrazovanja i znanosti u njegovoj vladi, a 2013. potpredsjednikom vlade. Zaslužan je za reforme u školstvu. Kao nestranački kandidat, podržan od Gruzijskog sna, izabran je za predsjednika Gruzije 2013. godine.

## Znanstvena karijera
Margvelašvili je rođen u Tbilisiju. Diplomirao je filozofiju na Tbilisijskom državnom sveučilištu 1992. Studij je nastavio na Središnjem europskom sveučilištu u Pragu od 1993. do 1994., te Institutu filozofije Gruzinske akademije znanosti od 1993. do 1996. Doktorirao je filozofiju 1998. na Tbilisijskom državnom sveučilištu.
Margvelašvili se počeo baviti planinarstvom ranih 1990-ih, te je radio kao planinarski vodič za avanturističke skupine, uključujući za kompaniju Caucasus Travel. Bio je znanstveni novak 1993., u Psihološkom laboratoriju za rubne uvjete i Gruzijskog kulturalnog istraživačkog centra. Između 1996. i 1997., podučavao je filozofiju i kulturu na Tblisijskom neovisnom sveučilištu. Od 1995. do 2000. bio je stručnjak mjesne vlade u uredu Nacionalnog demokratskog instituta (NDI) u Tbilisiju, organizaciji sa sjedištem u SAD-u usredotoenu na demokratske institucije širom svijeta. Idućih dvanaest godina, od 2000. do 2012., Margvelašvili je imao razne vodeće uloge u Gruzinskom institutu za javne odnose, uključujući dužnost rektora od 2000. do 2006., te ponovno od 2010. do 2012., te čelnika istraživačkog odjela od 2006. do 2010.

## Politička karijera
Margvelašvili se kratko bavio gruzinskom politikom pred parlamentarne izbore održane u studenom 2003., kada se pridružio oporbenom bloku pod vodstvom bivšeg predsjednika vlade Zuraba Žvanije. Tijekom vladavine Miheila Saakašvilija, Margvelašvili je bio žestoki kritičar njegove vlade, koju je smatrao korumpiranom i autoritativnom. Ostajući politički neovisan, savjetovao je Bidzina Ivanišvilija iz koalicije Gruzijski san tijekom kampanje za parlamentarne izbore u listopadu 2012.
Nakon pobjede koalicije na izborima, Margvelašvilija je predsjednik vlade Ivanišvili imenovao ministrom obrazovanja i znanosti. Kao ministar, Margvelašvilijeve inicijative uključivale su znatnu povišicu učiteljskih plaća, investicije u obnovu škola i odredbe o besplatnom školskom prijevozu. U veljači 2013., imenovan je potpredsjednikom vlade, te je na toj dužnosti blisko surađivao s Ivanišvilijem, istovremeno nastavljajući s ispunjavanjem dužnosti ministra obrazovanja i znanosti.
Dao je ostavku s dužnosti u vladi kako bi mogao sudjelovati na predsjedničkim izborima u listopadu 2013. Izbori su održani 27. listopada 2013., a Margvelašvili je nastupio kao nestranački kandidat podržan od Gruzijskog sna. Osvojio je 63% glasova.

## Osobni život
Margvelašvili nije oženjen i živi s 20-godišnjom kćeri Anom. Njegova partnerica, Maka Čičua, je umjetnica i glumica. Margvelašvili se bavi pješačenjem, tai čijem, jahanjem i odmaranjem s prijateljima u seoskoj kući u okolici Dušetija.